# How I Met Your Mother
How I Met Your Mother er en amerikansk sitcom der oprindeligt blev sendt den 19. september 2005 - 31. marts 2014 på tv-netværket CBS. Serien er skabt af Craig Thomas og Carter Bays, og fokuserer på hovedpersonen, Ted Mosby, der fortæller sin søn og datter om de begivenheder der førte til at han mødte deres mor. How I Met Your Mother's andre hovedpersoner er Serien er inspireret af Carter Bays og Craig Thomas venner og de skøre ting de lavede sammen i New York. How I Met Your Mother var Bays og Thomas anden idé. Deres første koncept, om en Enron leder der bliver dømt af en dommer til at undervise på et gymnasium i bymidten, blev kasseret fordi ingen af dem gad at undersøge emnet.
Seriens temamelodi er en del af sangen "Hey Beautiful" af The Solids, som Carter Bays og Craig Thomas er medlemmer af.
Afsnittene starter generelt med åbningstekster. På det seneste er denne intro dog først vist et par minutter inde i afsnittet. En gang i mellem starter afsnittene med en scene hvor man ser Teds børn sidde på en sofa mens man hører ham fortælle historien om hvordan han mødte deres mor. Alternativt kan afsnittene starte med scener fra tidligere afsnit eller med shots af New York City hvor Ted fortæller i baggrunden.
Afsnittene i serien er ofte bygget op med flere flashbacks. Denne effekt er blevet navngivet at "deep frying" historien, som er en reference til seriens instruktør Pamela Fryman. Denne struktur gør det nødvendigt at have mange flere scener end der er i de fleste sitcoms. Derfor er serien ikke filmet med et publikum, selvom den er filmet i det traditionelle sitcom format. Latter er ikke optaget før afsnittet bliver vist til et publikum, efter at det er fuldt redigeret.
Baren 'Mclarens' hvor dele af serien finder sted er baseret på en bar i New York, der hedder McGees. Den har et vægmaleri, som både Carter Bays og Craig Thomas kunne lide og ville have med i serien.

## Medvirkende

### Hovedpersoner
- Josh Radnor som Theodore "Ted" Evelyn Mosby
- Jason Segel som Marshall Eriksen
- Cobie Smulders som Robin Charles Scherbatsky Jr
- Neil Patrick Harris som Barnabas "Barney" Stinson
- Alyson Hannigan som Lily Aldrin
- Bob Saget som fremtidig Ted Mosby (kun stemme)
- Cristin Milioti som Tracy Mosby (Moren)

### Bipersoner og Gæsteroller
- April Bowlby som Crazy Meg
- Adriana Lima som sig selv
- Alessandra Ambrosio som sig selv
- Alexis Denisof som Sandy Rivers
- Amy Acker som Penelope
- Ashley Benson son Barneys lillesøster
- Ashley Williams som Victoria
- Bob Barker som sig selv
- Britney Spears som Abby
- Bryan Cranston som Hammond Druthers
- Charlene Amoia som Wendy the Waitress
- Danica McKellar som Trudy
- David Henrie som Luke Mosby, Ted & Tracys søn
- Emmitt Smith som sig selv
- Enrique Iglesias som Gael
- Heidi Klum som sig selv
- Joe Manganiello som Brad
- Joe Nieves som Carl
- John Cho som Jeff Coatsworth
- Katie Holmes som The Slutty Pumpkin
- Katy Perry som Honey
- Lindsay Price som Cathy
- Lyndsy Fonseca som Penny Mosby, Ted & Tracys datter
- Mandy Moore som Amy
- Marisa Miller som sig selv
- Marshall Manesh som Ranjit
- Megan Mullally som stemmen af Barneys mor
- Miranda Kerr som Sig selv
- Monique Edwards som Robin's News Program Producer
- Orson Bean som Old Bob
- Rich Fields som Sig selv
- Robbie Amell som scooby
- Sarah Chalke som Stella
- Selita Ebanks som Sig selv
- Wayne Brady som James Stinson

## Handling

### Sæson 1
I året 2030 samler Ted Mosby (stemme af Bob Saget) sine to børn for at fortælle dem om hvordan han mødte deres mor. Historien begynder i 2005 hvor Ted (Josh Radnor) som single, 27-årig arkitekt bor sammen med sine to bedste venner fra Wesleyan University, Marshall Eriksen (Jason Segel), en jurastuderende, og Lily Aldrin (Alyson Hannigan), en børnehavepædagog. Marshall og Lilly er kommet sammen I næsten ni år da Marshall frier. Forlovelsen får Ted til at tænke på ægteskab og at finde sin soulmate. Dette synes hans ven Barney Stinson (Neil Patrick Harris) dog ikke om. Ted begynder sin jagt efter den eneste ene og møder den unge ambitiøse journalist Robin Scherbatsky (Cobie Smulders), da han er i byen med Barney. Ted falder hurtigt for Robin, selvom hun ikke har de samme følelser for ham. Ted begynder at date en muffinbager, Victoria, som han møder til et bryllup. Det får Robin til at blive jaloux og finder ud af at hun alligevel godt kan lidt ham. Da Victoria flytter til Tyskland på et stipendium, er Ted hende utro med Robin. Ted og Victoria slår op, og efter et stykke tid begynder han endelig at date Robin. Imens dette foregår begynder Lily at tænke på om hun er gået glip af nogle muligheder på grund af hendes forhold med Marshall, og beslutter sig for at forfølge et kunststipendium i San Francisco mens Marshall bliver i New York.

### Sæson 2
Ted og Robin er endelig begyndt at komme sammen. Marshall er knust efter at Lily rejste og må prøve at fortsætte sit liv uden hende, og begynder at date andre. Lily finder ud af at hun ikke er en kunster og tager tilbage til New York. Lily og Marshall bliver genforenet og sæsonen slutter med at de to bliver gift. Gruppen opdager at Robin var canadisk popstjerne i sine teenageår. Barney taber et "slap bet", som giver Marshall ret til at slå ham i hovedet fem gange, på fem tidspunkter som Marshall bestemmer. Han har givet to af dem i løbet af sæsonen. Ted og Robin bestemmer sig for bare at være venner, da de finder ud af at de vil forskellige ting i livet.

### Sæson 3
Robin tager til Argentina, for at komme sig over bruddet med Ted. Men da hun vender tilbage med en ny kæreste, Gael (Enrique Iglesias) begynder jalousien at boble i Ted. Ted forsøger at vinde bruddet og møder her Amy, der efter en enkelt nat har overtalt Ted til at få tatoveret en sommerfugl på ryggen. Dette resulterer i at Ted opsøger lægen Stella (Sarah Chalke), der i løbet af ti besøg vil fjerne Teds tatovering ved hjælp af ablativ laserteknik. Ted og Stella begynder at komme sammen. I mellemtiden finder resten af gruppen ud af at Robin har indspillet en anden video, sammen med hendes teenagekæreste Simon (James Van Der Beek). Da Robin for anden gang bliver droppet af Simon trøster Barney hende. Barney og Robin ender dernæst med at gå i seng sammen. Ted bliver sur og opløser Barney og sit venskab. Da Ted og Stellas forhold begynder at udvikle sig til noget seriøst, vælger Ted at droppe Stella. Da en bilulykke sender Ted på hospitalet, finder Stella sidenhen ud af at Ted droppede hende "for real". Stella vælger derfor at ende forholdet, hvorefter Ted møder hende i en videoarkaden, hvorefter han frier til hende.

### Sæson 4
Barney indser at han er forelsket i Robin, og snakker med Lily om det. Stella vil have Ted til at flytte til New Jersey når de bliver gift, og efter et skænderi om det, beslutter han at flytte. Da Stellas søsters bryllup bliver aflyst, overtager Ted og Stella brylluppet, der er tre dage væk. Til selve brylluppet har Ted inviteret Robin, hvilket får Stella til at blive sur på ham, fordi hun ikke vil have eks'er til brylluppet. For at få lov at have Robin til brylluppet, kører Ted hjem til Stellas ekskæreste Tonys hjem for at hente Stellas datter Lucy. Der inviterer han også Tony, og til brylluppet finder Stella og Tony sammen igen, og Stella forlader Ted. Da flokken er hjemme i New York igen beder Lily om hjælp fra Ted og Robin til at finde ud af om hun og Marshall er klar til at få et barn. Efter Lily blev fuld og ødelagde Marshalls møde, beslutter de at de hellere må vente. Senere finder Ted sammen med sin college-kæreste, Karen, som hans venner ikke er glade for. Lily får dem til at slå op. Ted bliver vred da han finder ud af at Lily har ødelagt en masse af hans tidligere forhold, blandt andet har hun fået ham og Robin til at slå op. Ted bliver fyret fra sit job, og starter sit eget firma i sin lejlighed. Der ansætter han PJ som praktikant, og Robin bliver kærester med PJ. Marshall bliver stresset over sin fantasifodboldliga på jobbet, og for at få PJ og Robin til at slå op, ansætter Barney PJ til at holde styr på Marshalls fodboldliga.
Ted får et tilbud om et job som arkitekturlærer på et college fra Tony, men takker i første omgang nej. Senere indser han at han ikke længere kan være arkitekt.

### Sæson 5
Ted, Lily og Marshall opdager Barney og Robins hemmelige romance, og Lily låser dem inde på et værelse indtil de har taget 'snakken' hvor de bliver kærester. Robin fortæller Lily at Barney er lidt irriterende, og at han opfører sig underligt, hvilket får hende til at tro at han er hende utro. Hun finder en notesbog i hans taske, og opdager at Ted underviser Barney i hvordan man dater Robin.
Mens Marshall, Lily og Ted er på en biltur til et pizzeria i Chicago, hjælper Barney Robin med at blive amerikaner, så hun ikke bliver sendt tilbage til Canada. Efter en dag i Canada, hvor Robin opdager at hun ikke er amerikaner, men åbenbart heller ikke canadier, får hun dobbelt statsborgerskab.
Barney giver Marshall parforholdsråd, som fører til et stort skænderi mellem Lily og Marshall. Ted opdager at Barney og Robin skændes meget mere end de siger. Marshall og Ted beslutter at få dem til at slå op, da Robin begynder at blive stresset, og Barney begynder at overspise.
Efter deres brud prøver Barney at score en smuk kvinde, som får flokken til at opdage at Robin stadig er ked af det.
Lily bliver gode venner med sin far igen efter 'Slapsgiving 2'. 
Flokken prøver at holde op med at ryge, mens Robin bliver mere og mere irriteret på sin nye, uprofessionelle medvært.
En uge fra Valentinesdag beder Ted Lily og Marshall om at finde en pige til ham. Flokken prøver at få Robin til at indse at hun kan lide sin medvært, Don. Efter sin mors andet bryllup, indser Ted at han er bagud i sit liv, og køber et forfaldent gammelt hus.
Lily og Marshall beslutter at når de har set alle fem dobbelgængere af dem, vil de prøve at få et barn.

### Sæson 6
Det bliver afsløret at Ted først møder sin fremtidige kone til et bryllup, ude i fremtiden. Barney og broderen James finder et brev, der fører til James' far, Sam Gibbs (Ben Vereen). Barneys mor Loretta Stinson (Frances Conroy), giver Barney et seddel med hans fars navn på, men Barney river senere papiret i stykker. Robin får en ny medvært, og da hun glemmer Dons nummer, siger hun at hun er færdig med deres forhold. Robins nye medvært stjæler opmærksomheden, hvilket gør Robin frustreret. Ted siger ja til at designe GNBs nye skyskraber, men før hans drømmeprojekt kan blive bygget, skal et gammel historisk hotel rives ned. Ted møder den smukke pige Zoey (Jennifer Morrison), der er imod nedrivningen af "Arcadian Hotel". Barney opdager at hans onkel han ikke har set i næsten 30 år, i virkeligheden er hans far, men da de mødes bliver Barney skuffet. Ted og vennerne ender med at holde Thanksgiving hos Teds ærkefjende Zoey, og de bliver alle venner. Marshall tror han er grunden til at ham og Lily ikke kan få børn, så han søger en læge der tilfældigvis er Barneys dobbeltgænger. Kort efter Marshall modtager nyheden om at han godt kan få børn, fortæller Lily ham at hans far er død. Marshall flytter derfor hjem til sin mor. Ted indrømmer han har følelser for Zoey, og Marshall fører dem sammen, men da Ted skal rive "Arcadian Hotel" ned, slår Zoey op med ham. Barney begynder at date Robins ven Nora (Nazanin Boniadi), hvilket gør Robin jaloux. Fremtidige Ted afslører at han møder sin fremtidige kone til Barneys bryllup, men hvem skal Barnes giftes med?

### Sæson 7
Tekst mangler, hjælp os med at skrive teksten

### Sæson 8
Tekst mangler, hjælp os med at skrive teksten

### Sæson 9
Barney og Robin skal giftes. Alle er på vej til Farhampton, hvor brylluppet bliver afholdt i en weekend. Lily og Ted kører derhen sammen, Barney og Robin kører også derhen sammen. Marshall skal fra Minnesota og flyver. Dog bliver han smidt ud af flyet sammen med en kvinde, der sad ved siden af ham. De skal køre hele vejen, hvilket er en lang tur. I mellemtiden kommer der nogle sandheder på bordet, og man får endelig moderen at se, og historien fra hendes side også.

## Episodeliste
Der er blevet sendt følgende afsnit af How I Met Your Mother.
| - Episode 1: Pilot (19. september 2005) - Episode 2: Purple Giraffe (26. september 2005) - Episode 3: The Sweet Taste of Liberty (3. oktober 2005) - Episode 4: Return of the Shirt (10. oktober 2005) - Episode 5: Okay Awesome (17. oktober 2005) - Episode 6: Slutty Pumpkin (24. oktober 2005) - Episode 7: Matchmaker (7. november 2005) - Episode 8: The Duel (14. november 2005) - Episode 9: Belly Full of Turkey (21. november 2005) - Episode 10: The Pineapple Incident (28. november 2005) - Episode 11: The Limo (19. december 2005) - Episode 12: The Wedding (9. januar 2006) - Episode 13: Drumroll, Please (23. januar 2006) - Episode 14: Zip, Zip, Zip (6. februar 2006) - Episode 15: Game Night (27. februar 2006) - Episode 16: Cupcake (6. marts 2006) - Episode 17: Life Among the Gorillas (20. marts 2006) - Episode 18: Nothing Good Happens After 2 A.M. (10. april 2006) - Episode 19: Mary the Paralegal (24. april 2006) - Episode 20: Best Prom Ever (1. maj 2006) - Episode 21: Milk (8. maj 2006) - Episode 22: Come On (15. maj 2006) | - Episode 1: Where Were We? (18. september 2006) - Episode 2: The Scorpion And The Toad (25. september 2006) - Episode 3: Brunch (2. oktober 2006) - Episode 4: Ted Mosby: Architect (9. oktober 2006) - Episode 5: World's Greatest Couple (16. oktober 2006) - Episode 6: Aldrin Justice (23. oktober 2006) - Episode 7: Swarley (6. november 2006) - Episode 8: Atlantic City (13. november 2006) - Episode 9: Slap Bet (20. november 2006) - Episode 10: Single Stamina (27. november 2006) - Episode 11: How Lily Stole Christmas (11. december 2006) - Episode 12: First Time in New York (8. januar 2007) - Episode 13: Columns (22. januar 2007) - Episode 14: Monday Night Football (5. februar 2007) - Episode 15: Lucky Penny (12. februar 2007) - Episode 16: Stuff (19. februar 2007) - Episode 17: Arrivederci, Fiero (26. februar 2007) - Episode 18: Moving Day (19. marts 2007) - Episode 19: Bachelor Party (9. april 2007) - Episode 20: Showdown (30. april 2007) - Episode 21: Something Borrowed (7. maj 2007) - Episode 22: Something Blue (14. maj 2007) |

| - Episode 1: Wait For It (24. september 2007) - Episode 2: We're Not From Here (1. oktober 2007) - Episode 3: Third Wheel (8. oktober 2007) - Episode 4: Little Boys (15. oktober 2007) - Episode 5: How I Met Everyone Else (22. oktober 2007) - Episode 6: I'm Not That Guy (29. oktober 2007) - Episode 7: Dowisetrepla (5. november 2007) - Episode 9: Slapsgiving (19. november 2007) - Episode 10: The Yips (26. november 2007) - Episode 11: The Platinum Rule (10. december 2007) - Episode 12: No Tomorrow (17. marts 2008) - Episode 13: Ten Sessions (24. marts 2008) - Episode 14: The Bracket (31. marts 2008) - Episode 15: The Chain of Screaming (14. april 2008) - Episode 16: Sandcastles In The Sand (21. april 2008) - Episode 17: The Goat (28. april 2008) - Episode 18: Rebound Bro (5. maj 2008) - Episode 19: Everything Must Go (12. maj 2008) - Episode 20: Miracles (19. maj 2008) | - Episode 1: Do I Know You (22. september 2008) - Episode 2: The Best Burger in New York (29. september 2008) - Episode 3: I Heart NJ (6. oktober 2008) - Episode 4: Intervention (13. oktober 2008) - Episode 5: Shelter Island (20. oktober 2008) - Episode 6: Happily Ever After (3. november 2008) - Episode 7: Not A Father's Day (10. november 2008) - Episode 8: Woooo! (17. november 2008) - Episode 9: The Naked Man (24. november 2008) - Episode 10: The Fight (8. december 2008) - Episode 11: Little Minnesota (15. december 2008) - Episode 12: Benefits (12. januar 2009) - Episode 13: Three Days of Snow (19. januar 2009) - Episode 14: The Possimpible (2. februar 2009) - Episode 15: The Stinsons (2. marts 2009) - Episode 16: Sorry, Bro (9. marts 2009) - Episode 17: The Front Porch (16. marts 2009) - Episode 18: Old King Clancy (23. marts 2009) - Episode 19: Murtaugh (30. marts 2009) - Episode 20: Mosbius Designs (13. april 2009) - Episode 21: The Three Days Rule (27. april 2009) - Episode 22: Right Place Right Time (4. maj 2009) - Episode 23: As Fast As She Can (11. maj 2009) - Episode 24: The Leap (18. maj 2009) |

| - Episode 1: Definitions (21. september 2009) - Episode 2: Double Date (28. september 2009) - Episode 3: Robin 101 (5. oktober 2009) - Episode 4: The Sexless Innkeeper (12. oktober 2009) - Episode 5: Duel Citizenship (19. oktober 2009) - Episode 6: Bagpipes (2. november 2009) - Episode 7: The Rough Patch (9. november 2009) - Episode 8: The Playbook (16. november 2009) - Episode 9: Slapsgiving 2: Revenge of the Slap (23. november 2009) - Episode 10: The Window (7. december 2009) - Episode 11: Last Cigarette Ever (14. december 2009) - Episode 12: Girls Versus Suits (11. januar 2010) - Episode 13: Jenkins (18. januar 2010) - Episode 14: Perfect Week (1. februar 2010) - Episode 15: Rabbit or Duck (8. februar 2010) - Episode 16: Hooked (1. marts 2010) - Episode 17: Of Course (8. marts 2010) - Episode 18: Say Cheese (22. marts 2010) - Episode 19: Zoo or False (12. april 2010) - Episode 20: Home Wreckers (19. april 2010) - Episode 21: Twin Beds (3. maj 2010) - Episode 22: Robots Versus Wrestlers (10. maj 2010) - Episode 23: The Wedding Bride (17. maj 2010) - Episode 24: Doppelgangers (24. maj 2010) | - Episode 1: Big Days (20. september 2010) - Episode 2: Cleaning House (27. september 2010) - Episode 3: Unfinished (4. oktober 2010) - Episode 4: Subway Wars (11. oktober 2010) - Episode 5: Architect of Destruction (18. oktober 2010) - Episode 6: Baby Talk (25. oktober 2010) - Episode 7: Canning Randy (1. november 2010) - Episode 8: Natural History (8. november 2010) - Episode 9: Glitter (15. november 2010) - Episode 10: Blitzgiving (22. november 2010) - Episode 11: The Mermaid Theory (6. december 2010) - Episode 12: False Positive (13. december 2010) - Episode 13: Bad News (3. januar 2011) - Episode 14: Last Words (17. januar 2011) - Episode 15: Oh Honey (7. februar 2011) - Episode 16: Desperation Day (14. februar 2011) - Episode 17: Garbage Island (21. februar 2011) - Episode 18: A Change of Heart (28. februar 2011) - Episode 19: Legenddaddy (22. marts 2011 - Episode 20: The Exploding Meatball Sub (11. april 2011) - Episode 21: Hopeless (18. april 2011) - Episode 22: The Perfect Cocktail (25. april 2011) - Episode 23: Landmarks (2. maj 2011) - Episode 24: Challenge Accepted (9. maj 2011) |

| - Episode 1: The Best Man (19. september 2011) - Episode 2: The Naked Truth (19. september 2011) - Episode 3: The Duckie Tie (25. september 2011) - Episode 4: The Stinson Missile Crisis (4. oktober 2011) - Episode 5: Field Trip (11. oktober 2011) - Episode 6: Mystery vs. History (18. oktober 2011) - Eipsode 7: Noretta (24. oktober 2011) - Episode 8: The Slutty Pumpkin Returns (31. oktober 2011) - Episode 9: Disaster Averted (7. november 2011) - Episode 10: Tick Tick Tick... (14. november 2011) - Episode 11: The Rebound Girl (19. november 2011) - Episode 12: Symphony of Illumination (5. december 2011) - Episode 13: Tailgate (2. januar 2012) - Episode 14: 46 Minutes (16. januar 2012) - Episode 15: The Burning Beekeeper (6. februar 2012) - Episode 16: The Drunk Train (13. februar 2012) - Episode 17: No Pressure (20. februar 2012) - Episode 18: Karma (27. februar 2012) - Episode 19: The Broath (19. marts 2012) - Episode 20: Trilogy Time (9. april 2012) - Episode 21: Now We're Even (16. april 2012) - Episode 22: Good Crazy (30. april 2012) - Episode 23: The Magician's code, Part One (14. maj 2012) - Episode 24: The Magician's code, Part Two (14. maj 2012) | - Episode 1: Farhampton (24. september 2012) - Episode 2: The Pre-Nup (1. oktober 2012 - Episode 3: Nannies (8. oktober 2012) - Episode 4: Who Wants to Be a Godparent? (15. oktober 2012) - Episode 5: The Autumn of Break-Ups (5. november 2012) - Episode 6: Splitsville (12. november 2012) - Episode 7: The Stamp Tramp (19. november 2012) - Episode 8: Twelve Horny Women (26. november 2012) - Episode 9: Lobster Crawl (3. december 2012) - Episode 10: The Over-Correction (10. december 2012) - Episode 11: The Final Page, Part One (17. december 2012) - Episode 12: The Final Page, Part Two (17. december 2012) - Episode 13: Band or DJ? (14. januar 2013) - Episode 14: Ring Up! (21. januar 2013) - Episode 15: P.S. I Love You (4. februar 2013) - Episode 16: Bad Crazy (11. februar 2013) - Episode 17: The Ashtray (18. februar 2013) - Episode 18: Weekend at Barney's (25. februar 2013) - Episode 19: The Fortress (18. marts 2013) - Episode 20: The Time Travelers (25. marts 2013) - Episode 21: Romeward Bound (15. april 2013) - Episode 22: The Bro Mitzvah (29. april 2013) - Episode 23: Something Old (6. maj 2013) - Episode 24: Something New (13. maj 2013) |

| - Episode 1: The Locket (23. september 2013) - Episode 2: Coming Back (23. september 2013) - Episode 3: Last Time in New York (30. september 2013) - Episode 4: The Broken Code (7. oktober 2013) - Episode 5: The Poker Game (14. oktober 2013) - Episode 6: Knight Vision (21. oktober 2013) - Eipsode 7: No Questions Asked (28. oktober 2013) - Episode 8: The Lighthouse (4. november 2013) - Episode 9: Platonish (11. november 2013) - Episode 10: Mom and Dad (18. november 2013) - Episode 11: Bedtime Stories (25. november 2013) - Episode 12: The Rehearsal Dinner (2. december 2013) - Episode 13: Bass Player Wanted (16. december 2013) - Episode 14: Slapsgiving 3: Slappointment in Slapmarra (13. januar 2014) - Episode 15: Unpause (20. januar 2014) - Episode 16: How Your Mother Met Me (27. januar 2014) - Episode 17: Sunrise (3. februar 2014) - Episode 18: Rally (24. februar 2014) - Episode 19: Vesuvius (3. marts 2014) - Episode 20: Daisy (10. marts 2014) - Episode 21: Gary Blauman (17. marts 2014) - Episode 22: The End of the Aisle (24. marts 2014) - Episode 23: Last Forever, Part One (31. marts 2014) - Episode 24: Last forever, Part Two (31. marts 2014) |

## Priser

### Vundet
- Emmy: Outstanding Art Direction for a Multi-Camera Series (2006)
- Emmy: Outstanding Cinematography for a Multi-Camera Series (2006)
- Emmy: Outstanding Art Direction for a Multi-Camera Series (2007)

### Nomineret
- Emmy: Outstanding Multi-Camera Picture Editing for a Series (2007)
- Emmy: Outstanding Supporting Actor in a Comedy Series (Neil Patrick Harris) (2007)